# マイケル・オリオーダン
マイケル・オリオーダン（Michael O'Riordan、1917年11月11日 - 2006年5月18日）は、アイルランド共産党の創設者で、スペイン内戦では国際旅団の一員としてフランコ軍と戦った。

## 来歴

### 出生から青年時代まで
1917年11月11日、コーク生まれ。両親がコーク西部のゲールタハト出身のためアイルランド語話者であるにも拘らず、オリオーダン自身は第二次世界大戦中に入営するまでアイルランド語を学ぶ機会が無かった。10代で共和国の青年組織フィアンナ・エーレアン、次いでアイルランド共和軍（IRA）に参加。
当時のIRAは左派寄りで活動の殆どをファシスト団体である青シャツ隊との紛争に充てており、オリオーダンも1933年から翌1934年まで同団体との戦闘に関与した。その際、左派共和主義者との親交を深め、1934年には社会主義政党の共和主義会議に入るが、同党は程なくして解党する。

### スペイン内戦と第二次世界大戦
IRA在籍中の1935年、アイルランド共産党に入党する。1937年にはスペイン内戦で共和国側に立って参戦すべく、IRAのメンバーらとともに第15次国際旅団として戦地に向かう。現地ではフランコ軍側に約800名の青シャツ隊が待ち受けており、激戦の末に1938年8月1日には榴散弾で重傷を負ったため翌月帰国、国際旅団も解散に至る。
帰国後はアイルランド自由国から入営の誘いがあったものの、コークのIRA部隊に留まることを決意する。しかしIRAで活動を行ううちに翻意し、第二次世界大戦中の1939年から1943年までアイルランド軍に入隊する。軍隊ではマーティン・オー・カイン率いるゲール語連盟にも加わった。

### 政治活動
1944年、労働党でリアム・メロウズ派の書記長を務める傍ら、翌1945年にコーク社会党を創設する。その後、コークでバス運転手となりアイルランド運輸一般労働組合で活動を行う。1947年にはコークで社会党候補となったほか、アイルランド労働者同盟の書記長に就く。この間、妻と共にダブリンに移住する。
1960年代にはダブリンのスラム街一掃と公営住宅の建設を掲げるダブリン住宅行動委員会の中心人物となる。委員会にはチャールズ・ホーヒー（後の首相）やオースティン・フラネリー（後の財務大臣）、ケヴィン・ボランド（後の環境・遺産・地方自治大臣）ら錚々たるメンバーがおり、ボランドとは綱領を作成した。また、社会主義共和国樹立を訴え、選挙に5度出馬するも、保守的な政治風土に阻まれいずれも落選した。共産党内では1970年から1983年まで書記長を、1983年から1988年までは議長をそれぞれ務めた。

### 晩年
1991年に妻が81歳の生涯を閉じた後、アルツハイマー病が進行し、2006年5月18日に88歳で死去した。